# Жданов, Сергей Михайлович
Сергей Михайлович Жданов (21 января 1973) — российский футболист. Играл на позиции полузащитника. Генеральный директор клуба по хоккею с мячом Динамо.

## Карьера
Воспитанник школы московского «Торпедо». В 1991 году попал в заявку столичного «Локомотива». После распада СССР перебрался в ЦСКА. Летом 1992 года перешёл в воронежский «Факел», за который в высшей лиге дебютировал 26 июля того года в домашнем матче 11-го тура против московского «Динамо», выйдя на 78-й минуте встречи вместо Игоря Макарова. В 1993 году перешёл в московский «Асмарал», однако играл лишь за дублирующую команду и вскоре перешёл в магнитогорский «Металлург». В 1994 году вернулся в ЦСКА, снова выступал за вторую команду. Далее выступал в Израиле. После чего перешёл в камышинскую «Энергию-Текстильщик», за которую провёл 5 матчей в высшем дивизионе. В 1997 году перешёл в немецкий «Нойштрелиц», в котором в 2000 году завершил профессиональную карьеру.

## Награды
- Почётная грамота Президента Российской Федерации (09 октября 2023 года) — за вклад в развитие физической культуры и спорта, многолетнюю добросовестную работу[3]